# RS Christian Børs II

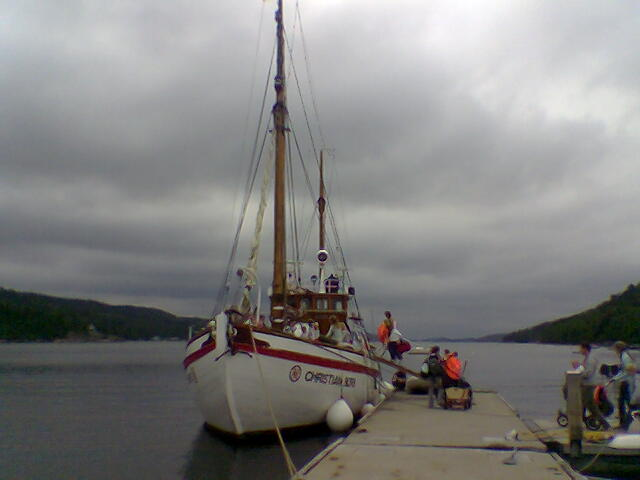
Christian Børs II i Tønsbergfjorden 2007

RS 45 Christian Børs II är ett tidigare norskt räddningsfartyg.
Fartyget ritades av Bjarne Aas och byggdes 1937 i ek som räddningsfartyg av Gravdal Skipsbyggeri og Trelastforretning i Sunde i Kvinnherads kommun. Fartyget har både motor och segel för framdrivning. Stocken till stormasten togs från en stor ek som stod på Valen sinnssykeasyls fastighet.
Christian Børs II var det andra räddningsfartyget som fick namn efter konsuln Christian Børs. Det första, RS Christian Børs, såldes 1936 av Redningsselskapet.
Bjarne Aas utgick från Colin Archers fartyg, men han ansåg att Archers akterskepp hade en dålig utformning och förlängde det så mycket att fartyget fick en så kallad kryssarhäck. Detta skulle ge bättre styrning och hindra att båten grävde sig ned vid bogsering. Båten var i Redningsselskapets tjänst tills den såldes 1970 och är numera privatägd.
Christian Børs II var först stationerad i Solsvik på Sotra. Den hade en besättning på fyra personer. Under andra världskriget deltog fartyget i den då illegala verksamheten. 

Fartyget hade ursprungligen en Unionmotor på 100/140 hk, som kunde ge henne en fart på 9-10 knop, men med både motor och segel kunde hon komma upp i 15 knop. Motorn byttes 1955 ut mot en 220 hk Detroit Diesel-motor.